# Atlas Van Stolk

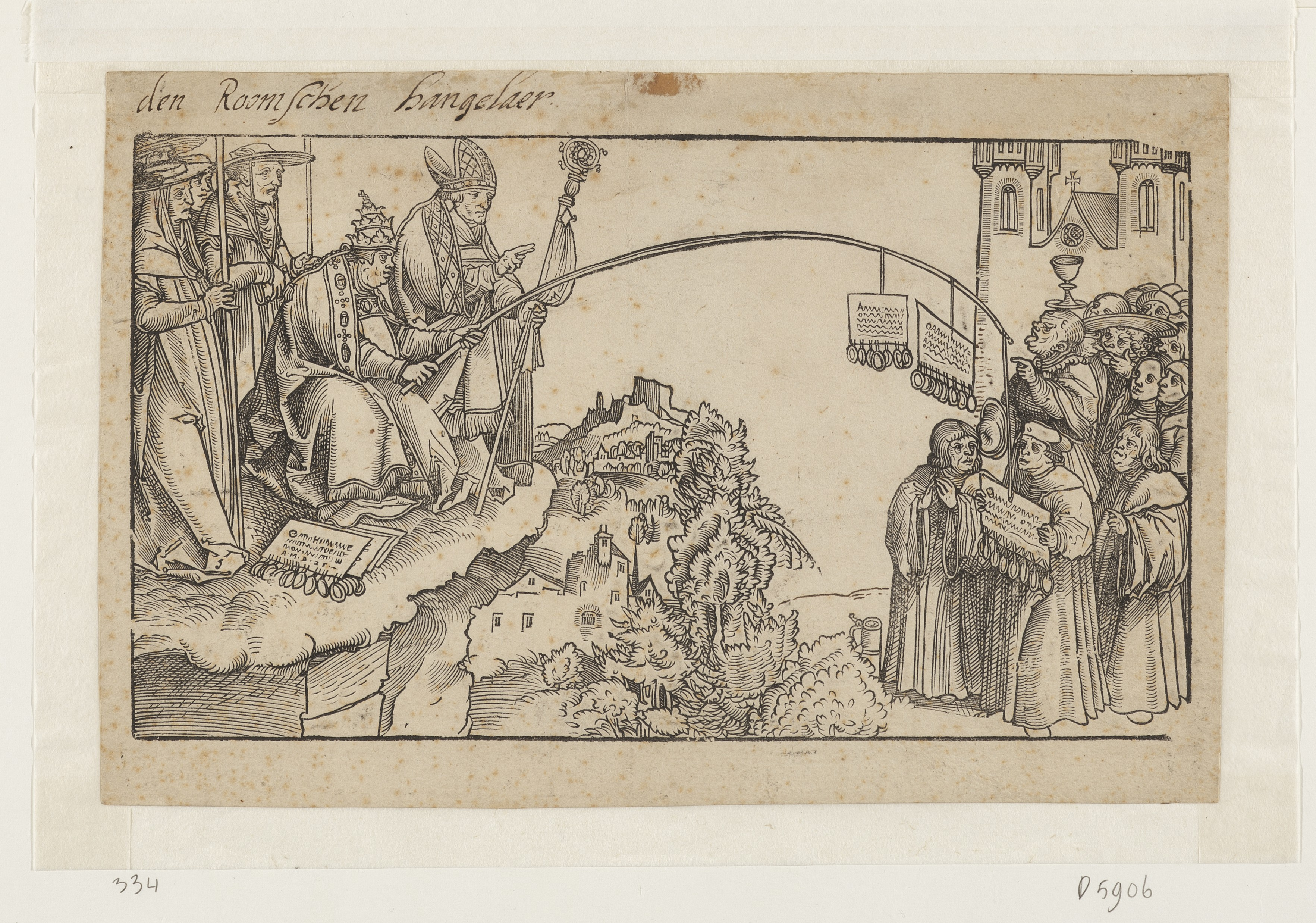
Den Roomschen hangelaer. Een van de oudere spotprenten uit de collectie van de Atlas van Stolk

De Atlas Van Stolk is een verzameling van bijna 250.000 prenten, kaarten en tekeningen over de geschiedenis van Nederland, genoemd naar de grondlegger, Abraham van Stolk. Ze is door de erven Van Stolk in bruikleen toevertrouwd aan de gemeente Rotterdam en was tot 2012 gehuisvest in een deel van Het Schielandshuis. Sinds 2022 is de Atlas van Stolk ruimtelijk en organisatorisch ondergebracht bij Bibliotheek Rotterdam, de verzameling wordt voor een deel getoond op de derde verdieping van de Centrale Bibliotheek aan de Hoogstraat.

## Geschiedenis
Abraham van Stolk (1814–1896), een bekende Rotterdammer in zijn tijd, kwam uit de familie Van Stolk, een familie van onder anderen houthandelaren, en stond een groot deel van zijn leven aan het hoofd van het familiebedrijf. Hij was beschermheer of erelid van verschillende Rotterdamse verenigingen en majoorcommandant van het Korps Koninklijke Scherpschutters. Naast al zijn nevenfuncties nam hij ook tijd voor zijn liefhebberij: het verzamelen van historieprenten, in 1835 begon hij hiermee.
Zijn verzameling, ook wel Atlas genoemd, zou uitgroeien tot een van de belangrijkste en omvangrijkste collecties historieprenten van Nederland. De collectie wordt nog steeds bijgehouden en aangevuld. Regelmatig geeft de Atlas Van Stolk kunstenaars opdracht een belangrijke historische gebeurtenis in beeld te brengen. De laatste keer dat dit gebeurde was in 2004 van de begrafenis van prinses Juliana. Een aanzienlijk deel van de collectie is gedigitaliseerd en via internet toegankelijk gemaakt. Deze wordt dagelijks uitgebreid.

## Tentoonstellingen
De familie Van Stolk had voor een tentoonstelling in 2000 een aantal voorwerpen uit het familiearchief in bruikleen gegeven. Uit dit materiaal blijkt onder meer de sterke band van Abraham van Stolk met koning Willem III.
De vaak minutieus getekende of geschilderde afbeeldingen laten zien hoe Nederland er eeuwen geleden uitzag. Hoe mensen zich kleedden, hun huizen inrichtten of hoe ze hun brood verdienden. Ze laten ook zien dat er eigenlijk nooit zoveel verandert: oorlogen, politiek, het weer zijn van alle tijden, net als rages en trends.
De Atlas Van Stolk exposeerde tot het einde van 2012 in Het Schielandshuis, tot aan de sluiting op 30 december van dat jaar. Vanaf 20 december 2014 t/m 31 mei 2015 exposeerde de Atlas Van Stolk in de Kunsthal Rotterdam met de tentoonstelling 'Tweehonderd Jaar Koninkrijk'.

Atlas Van Stolk
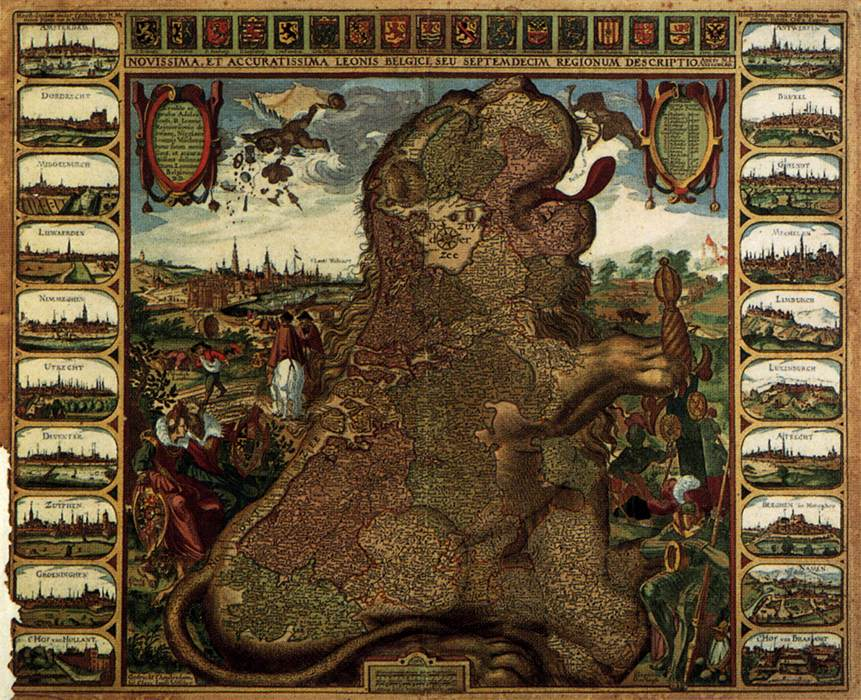
Leo Belgicus (1609)
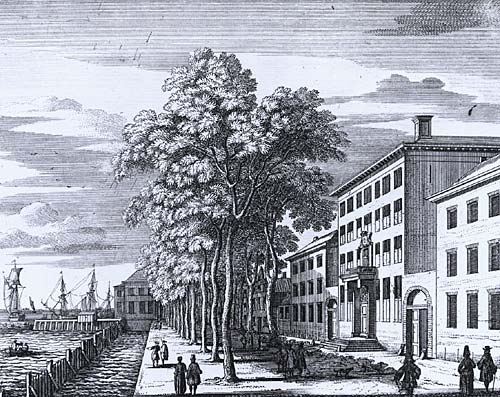
De Boompjes (1700)
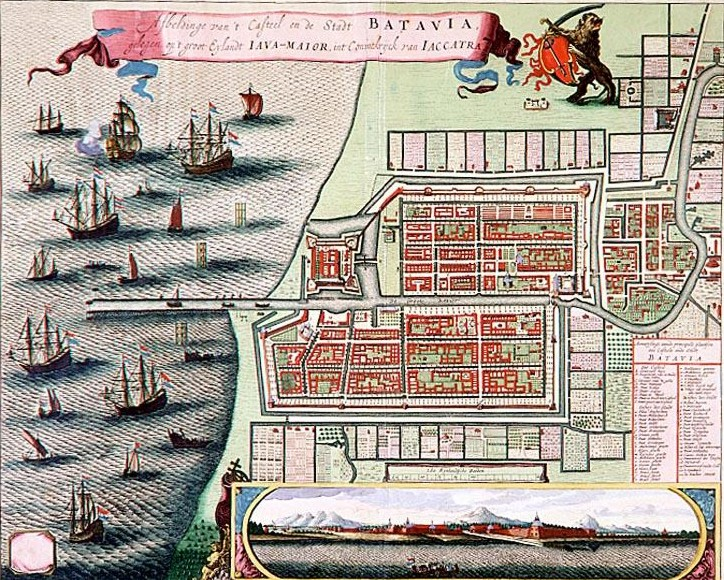
Batavia (1740)
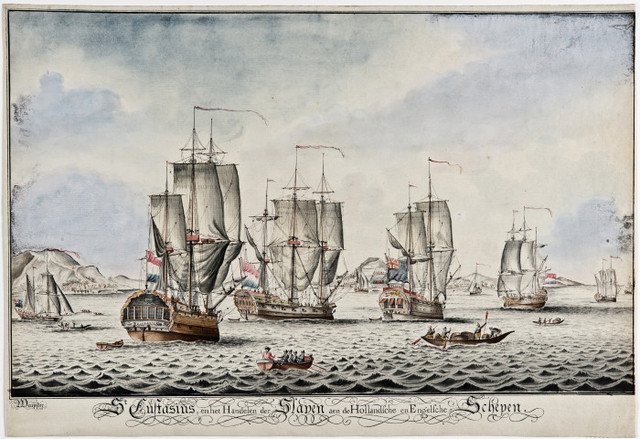
Slavenschepen voor Sint Eustatius (1763)
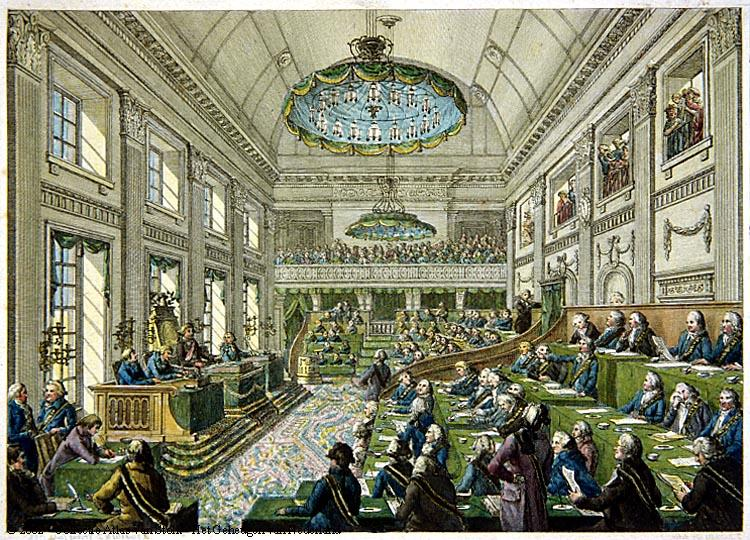
Eerste Nationale Vergadering (1796)